# NGC 1851
NGC 1851 é um aglomerado globular classe II localizado na constelação de Columba. Foi descoberto em 1826 pelo astrônomo britânico James Dunlop. Juntamente com NGC 1904, NGC2298 e NGC 2808, acredita-se que tenha feito parte do sistema de aglomerados globulares da Galáxia Anã do Cão Maior no passado, antes desta ter sido acrescida à Via Láctea. 